# ユミソン
ユミソン（ゆみそん、英語: Yumi Song）は、
風の沢ミュージアムディレクター、アラフドアートアニュアル総合ディレクター、ベクソン・アーツ・京都ファウンダー、

## 人物・来歴
日本生まれ、東京育ち、国籍は韓国。本名は宋由美（そんゆみ）。
2001年から2007年までは、幼少期に影響を受けた地域に影響を与え返すため上野・谷中地域の寺院を中心にパフォーマンスイベント『うまれっぱなし！』を音楽家のおうじろうと共催。2007年からは表現活動をパフォーマンスからインスタレーションへ移行させ、リレーショナル・アートの形式もとるようになる。2013年に総合ディレクターを務めた震災後の福島を見ていく芸術祭『アラフドアートアニュアル』の総合ディレクターを務めたのをきっかけに、キュレーションを多く手がけ、富士の山ビエンナーレキュレーター、風の沢ミュージアムディレクター等を務める。
遺伝子研究者であった久未可L蔵と、アーティストのピメリコと生き物の編集活動をするグループ『変種編集室』の2015年の発表は、ソーシャリー・エンゲイジド・アート（Socially Engaged Art）アイデアマラソンにて準グランプリ（グランプリ該当なし）となる。
自身の両親が体験したジェノサイド（済州島四・三事件）と自身が日本で体験したヘイトスピーチを基にした作品『It Can't Happen Here（2013）』がきっかけとなり、ホロコーストを生き延びた母の足跡を写真集『In My Mother's Footsteps』として映像化したイシャイ・ガルバシュと、人々の想像で起こりえた虐殺についての作品『Throw the poison in the well（2016）』などを共作。
2016年に日本初となるArt+Feminism Wikipedia エディタソンを、京都のBaexong Artsにて開催。その後2018年に第2回を実施。

## 主な個展
- 2013年　It Can't Happen Here（アートギャラリーC・スクエア/中京大学/愛知/キュレーション野口玲一）[4]
- 2008年　いきづかい-breatihng-（アートコンプレックスセンター/東京/キュレーション野口玲一）
- 2007年　精霊あるいは反響現象（財団法人信州国際音楽村/長野県）

## 主なグループ展
- 2013年　彫刻のコスモロジー（金沢美術工芸大学/石川県）[5]
- 2013年　遭難展（小金井アートスポット シャトー/東京）
- 2012年　山か祭りか（拝借景/取手）
- 2012年　信楽ACT（滋賀県/ディレクション山田浩之）
- 2011年　中之条ビエンナーレ（群馬県）
- 2011年　箱 “しまう・はこぶ・おくる”（世田谷文化生活情報センター 生活工房/東京/キュレーション池田あすか）
- 2011年　わくわくSHIBUYA（トーキョーワンダーサイト/東京）
- 2011年　わしづかみ！（財団法人信州国際音楽村/長野県）
- 2009年　ヒロシマアートプロジェクト（広島県/ディレクション柳幸則）[6]

## 主なレジデンスプログラム
- 2010年　寿合宿（横浜）
- 2009年　LITOMAS PROJECT（韓国）

## 主なワークショップ/パフォーマンス
- 2013年　中之条ビエンナーレ（群馬県）
- 2012年、2013年　さるしょうの乱（群馬県）[7]
- 2011年　来るべき未来（神奈川）
- 2011年　銭湯連（東京）[8]
- 2011年　ACT FOR JAPAN（トーキョーワンダーサイト/東京）[9]
- 2001年-2007年　うまれっぱなし！（上野・谷中／東京）

## 主なレクチャー
- 2015年　レクチャー 視点構築論2 「私たちはこの風景に名前をつけました」（筑波大学）[10]
- 2014年　シンポジウム「Erinnerung von der Katastrophe in Fukushima in-mit den öffentlichen Künstlern und Wissenscaftlern, Archiv zu schaffen」（ライプツィヒ大学/ボン大学/ベルリン）
- 2013年　「地域とアート」（東京大学大学院情報学環教育部/非常勤講師）
- 2013年　シンポジウム「福島県の小さな町で起こりつつあるアート」（東京大学情報学環/東京）
- 2007年-2008年  OKUTEZ -mimic of ACCADEMIA-（美学校/東京）

## 賞歴・助成
- 2015年　文化庁新進芸術家派遣研修員（北アイルランド）

## 主なキュレーション
- 2015年　宮城でのアースプロジェクト, Robert Smithson without Robert Smithson （風の沢ミュージアム/宮城）
- 2015年　When the Wind Blows（Millennium Court Arts Centre/ポータダウン）
- 2014年　Traveling Theory（富士の山ビエンナーレ/静岡）
- 2014年　土思考（風の沢ミュージアム/宮城）
- 2014年　アラフドアートアニュアル2014（福島市）
- 2013年　アラフドアートアニュアル2013（福島市）
- 2011年-2012年　みんなの作業場（共同企画/座高円寺/東京）
- 2011年　日記箱（世田谷文化生活情報センター 生活工房/東京）[11]
- 2010年　わしづかみ！（財団法人信州国際音楽村/長野県）
- 2008年　ギグメンタ2008-美学校1969年の現在-（アシスタントキュレーター/アートコンプレックスセンター/東京）